# Montevideo City Torque
Montevideo City Torque ist ein Fußballverein aus Montevideo in Uruguay, der 2007 als CA Torque gegründet wurde. Im April 2017 wurde der Verein von der City Football Group übernommen, deren Hauptinteresse der englische Verein Manchester City ist. Torque stieg 2019 erstmals in die höchste uruguayischen Spielklasse, die Primera División, auf.

## Geschichte
Der Verein wurde am 26. Dezember 2007 gegründet. Die Idee zur Gründung entstand dabei in Mexiko. Gründungsväter waren in Cancún ansässige uruguayische Unternehmer. Die erste Wettbewerbsteilnahme erfolgte in der Liga de Punta Carretas. In der Saison 2007/08 soll der Verein die Clausura-Wertung in der Segunda B Amateur gewonnen haben. Sich auf Marcelo Yaurreche, den Namensgeber des Vereins, Klubsekretär und ersten Trainer der Mannschaft in Personalunion berufende Quellen berichten dagegen, dass die Mannschaft des Vereins erst ab der Saison 2008/09 in jener Liga antrat und – nach einem 9. Platz in der Apertura – in der Clausura 2009 als ungeschlagener Sieger aus der Halbserie hervorging. Die Aufstiegsfinale gegen Oriental de La Paz endeten mit einem 2:1-Sieg und einer 2:4-Niederlage für Torque, so dass man zunächst in der dritthöchsten uruguayischen Spielklasse verblieb. Daran änderte auch ein Gesuch des Vereins nichts, anstelle des Finalsiegers in die Zweite Liga Uruguays nachzurücken. Der Kontrahent hatte den Aufstieg mangels zur Verfügung stehenden Spielgeländes nicht wahrnehmen können. Die AUF lehnte das Ansinnen Torques jedoch ab.
In der Spielzeit 2011/12 entschied Torque die Apertura zu seinen Gunsten. Unter Trainer Saúl Rivero wurde der Verein am Saisonende Meister in der Segunda B Amateur, nachdem man in der Jahresabschlusstabelle einen Punkt Vorsprung auf den Canadian Soccer Club aufwies. Damit stieg der Verein in die Segunda División auf.
In der ersten Zweitligaspielzeit im uruguayischen Profifußball belegte man am Saisonende 2012/13 den fünften Tabellenplatz, der zur Teilnahme an den Aufstiegs-Play-offs berechtigte. Dort erreichte man, nachdem man im Viertel- bzw. Halbfinale Atenas und den Tacuarembó FC besiegt hatte, die Finalspiele um den dritten Aufstiegsplatz gegen Miramar Misiones. Die beiden Finalspiele endeten jeweils Unentschieden. Im entscheidenden Elfmeterschießen unterlag Torque. Der Aufstieg wurde damit knapp verpasst. 2019 gewann Torque die Zweitligameisterschaft und stieg erstmals in die Primera División auf.

## Stadion
Der Verein trägt seine Heimspiele im in Montevideo gelegenen Complejo Daniel Marsicano aus. Die Spielstätte verfügt über eine Zuschauerkapazität von 1.000 Personen. Das unter Finanzierung durch einen Cousin des Vereinspräsidenten Aquino erworbene Vereinsgelände befindet sich an der Curuzú Cuatiá 3070.

## Erfolge
- Meister der Segunda División: 2019
- Meister der Segunda B Amateur: 2011/12
- Sieger des Torneo Apertura der Segunda B Amateur: 2011/12
- Sieger des Torneo Clausura der Segunda B Amateur: 2008/09